# Easymile EZ10

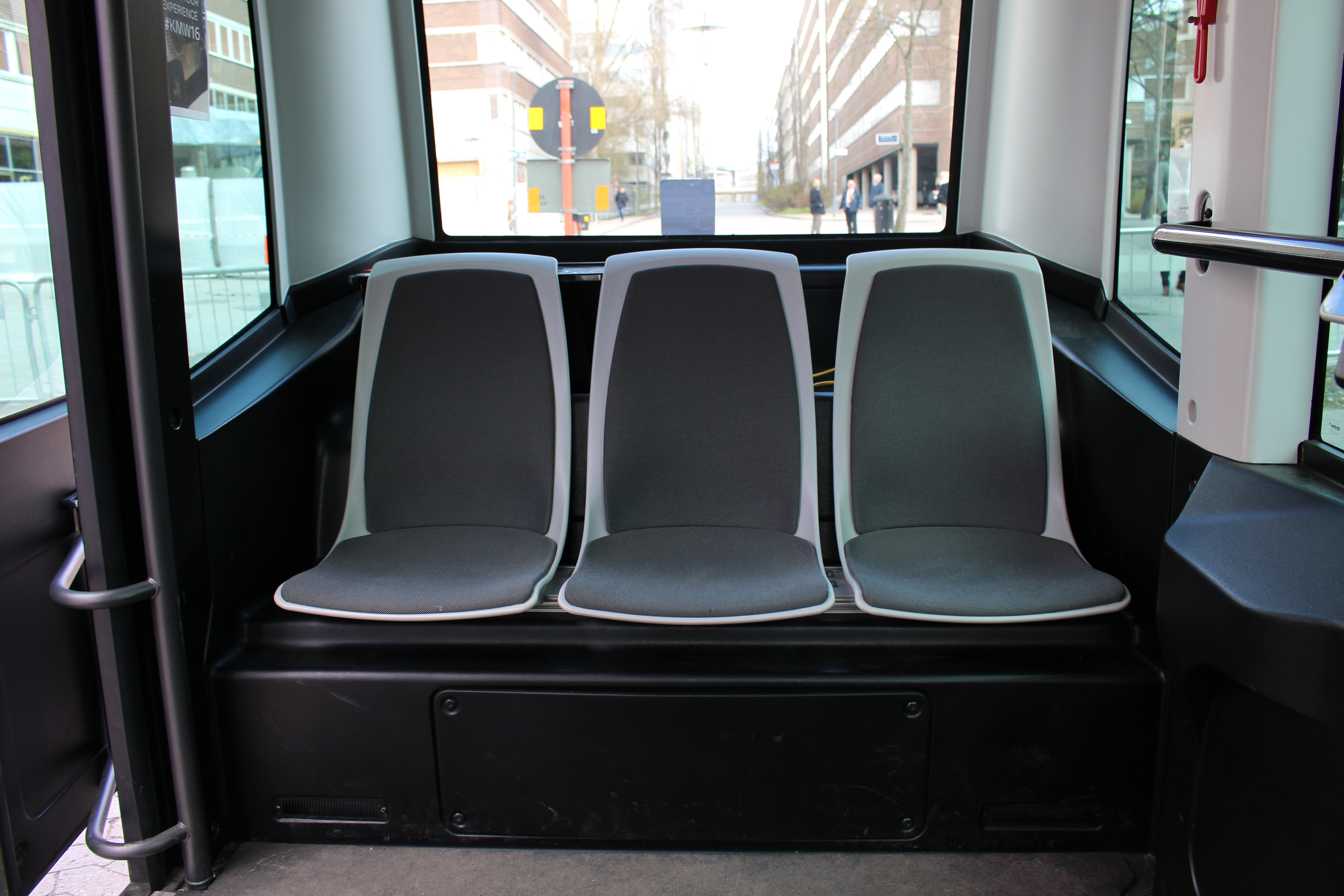
Interieur

Der Easymile EZ10 ist ein autonom fahrender Kleinbus mit Elektroantrieb des französischen Fahrzeugherstellers Easymile.

## Technik
Der EZ10 hat eine kastenförmige Karosserie und vier Räder. In der Passagierkabine gibt es sechs Sitzplätze und vier (nach anderen Angaben 6) Stehplätze. Die Stehplätze können auch zum Transport eines Rollstuhls oder eines Fahrrades genutzt werden.
Den Elektroantrieb mit einem Asynchronmotor speist ein Lithium-Eisenphosphat-Akkumulator mit einer Spannung von 48 V, dessen Kapazität mit 8 kWh angegeben wird. Vollbeladen wiegt der EZ10 2750 kg. Das Fahrgestell besteht aus Aluminium. Der EZ10 hat vier 15-Zoll-Räder. Die Höchstgeschwindigkeit beträgt 40 km/h. Die maximale Fahrtdauer beträgt 14 Stunden.

### Elektronik
Die elektronische Ausrüstung besteht aus:
- On-Board-Kameras
- LIDAR (Laser Detection And Ranging)
- GPS-Tracking-System
- SLAM (Simultane Localization And Mapping)

Die Kombination dieser Systeme ermöglicht autonomes Fahren ohne äußere Hilfsmittel wie zum Beispiel Schienen, spezielle Fahrbahnen, Metalldrähte in der Fahrbahn oder Leitpfosten.

## Testfahrten und Produktion
Der EZ10 wird in Kleinserie bei Ligier im französischen Vichy produziert. Testfahrten fanden in den Jahren 2015–2017 in Nordamerika und Westeuropa statt. Der Kleinbus wird auch in Deutschland getestet.
Die ersten amtlich genehmigte Fahrten in Deutschland begannen am 25. Oktober 2017 in Bad Birnbach. Sie brachten dort im Auftrag der Deutschen Bahn sechs Passagiere plus einen Sicherheitsbeauftragten vom Ortszentrum zum Thermalbad, eine Strecke von 700 m. Die Fahrtgeschwindigkeit betrug dabei nicht mehr als 15 km/h und ein Fahrtbegleiter befand sich an Bord, um bei Bedarf eingreifen zu können. Die Strecke wurde während der Projektdauer auf 2,8 km erweitert. Zum 31. Dezember 2024 wurde das Projekt beendet.

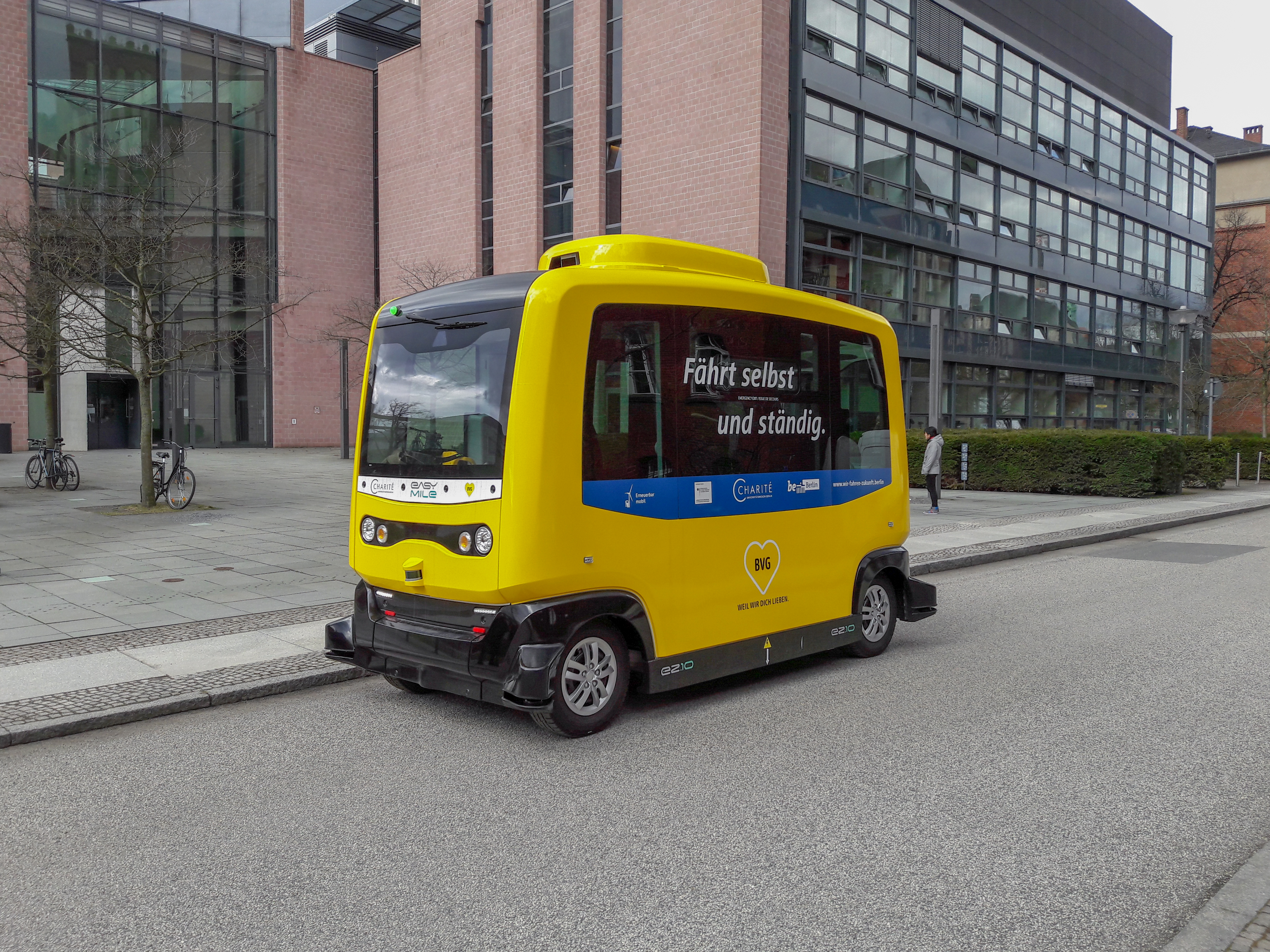
Testbetrieb in Berlin-Mitte

Am 17. Dezember 2018 hatte MyShuttle, ein gemeinsames Pilotprojekt der SBB, Mobility, Zugerland Verkehrsbetriebe, Stadt Zug und dem Technologiecluster Zug, das Nummernschild vom UVEK erhalten und durfte somit offiziell im Straßenverkehr teilnehmen. Das Projektkonsortium legte im April 2020 seinen Abschlussbericht vor. Darin wird festgestellt, dass die Positionierung mit hochauflösenden 3D-Karten und Lidar-Sensoren „noch einiger Verbesserung (bedarf) und  allein nicht ausreichend“ sei. „Eine Lernautomation und selbstaktualisierende Karten bei jeder Durchfahrt wären hierfür dienlich.“ Auch die mangelnde Zuverlässigkeit des Fahrzeugs wurde gerügt.
Der Verkehrsbetrieb in Mainz setzt das Fahrzeug „EMMA²“ seit August 2020 auf dem Gelände der Universitätsmedizin Mainz ein. Die Maximalgeschwindigkeit beträgt 18 km/h. Im Oktober 2020  wurde nach zweijährigem Testbetrieb auf dem Gelände des GreenTEC Campus in Enge-Sande/Schleswig-Holstein das dort eingesetzte Fahrzeug umgestellt auf autonomes Fahren nach SAE-Level 4.

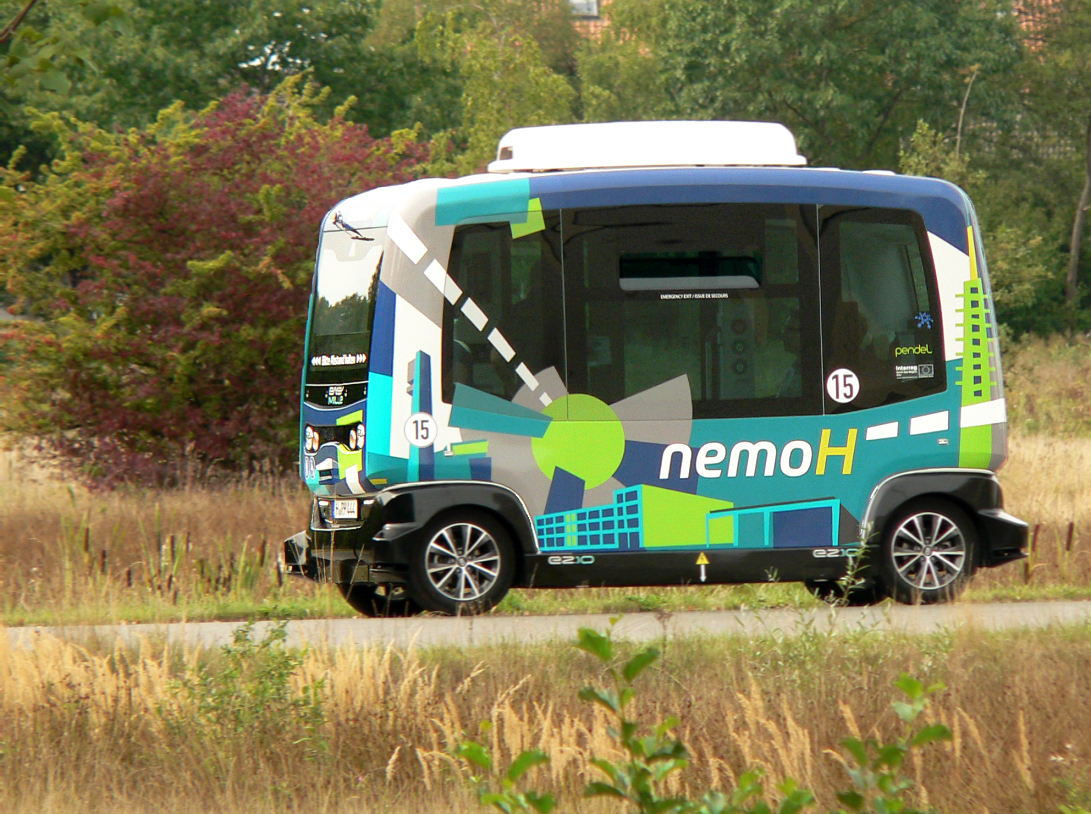
Testbetrieb in Garbsen unter der Bezeichnung „nemoH“

In der Region Hannover wurde das Fahrzeug unter der Bezeichnung „nemoH“ („Neue Mobilität Hannover“ oder „New Mobility Hannover“) zwei Monate des Jahres 2022 im Testbetrieb eingesetzt. Auf einer 1,1 Kilometer langen Strecke verband es eine Haltestelle der Stadtbahn Hannover mit einem Standort der Universität Hannover in Garbsen in einer Fahrtzeit von vier Minuten. Die Höchstgeschwindigkeit betrug 15 km/h und ein Fahrtbegleiter befand sich an Bord. Im Ergebnis wurde festgestellt, dass der Minibus für den öffentlichen Nahverkehr noch nicht geeignet ist.

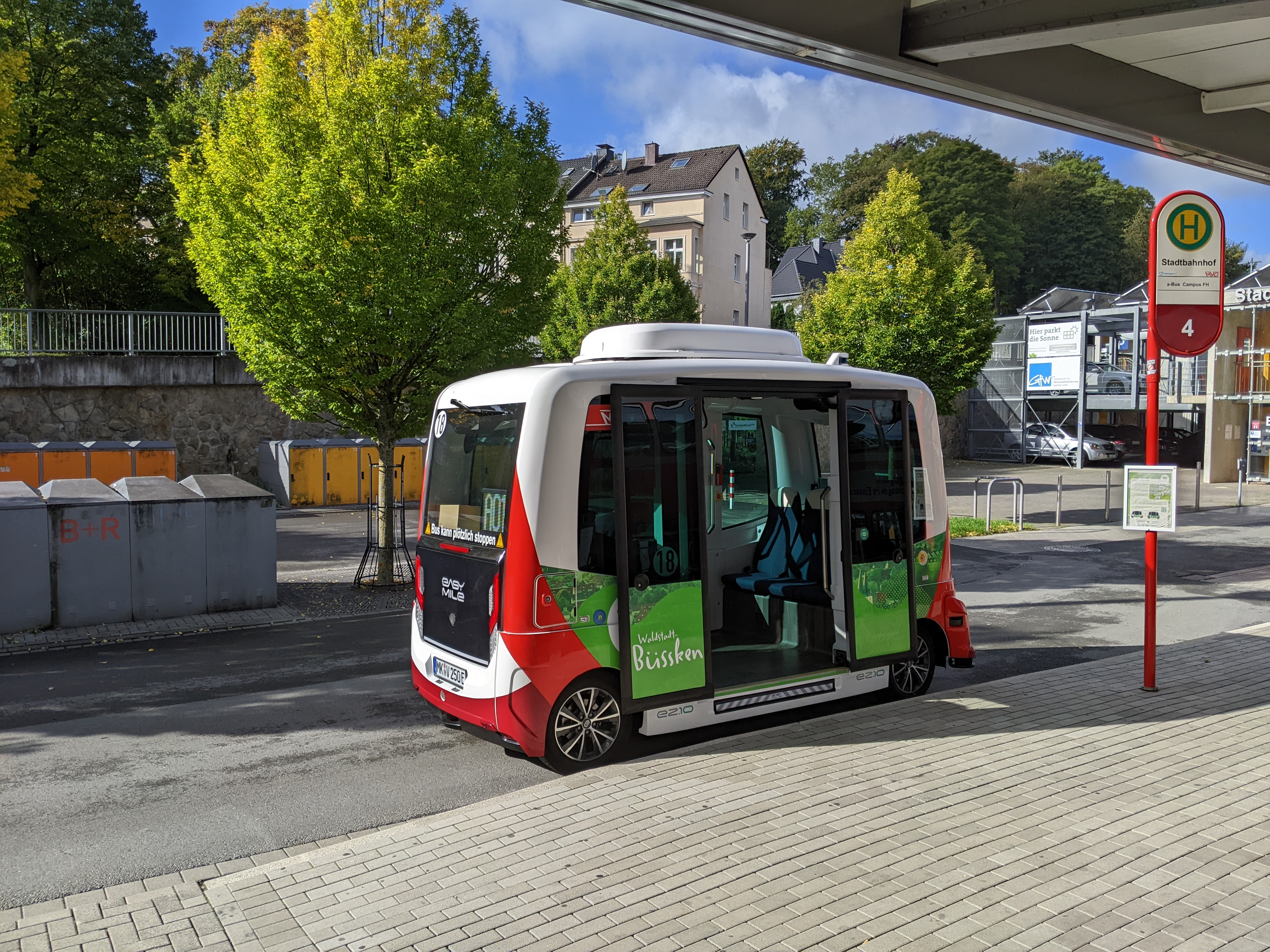
Testbetrieb in Iserlohn Haltestelle Bahnhof Iserlohn

In Iserlohn waren zwei Busse auf der Strecke zwischen Bahnhof Iserlohn und Fachhochschule von August 2021 bis Ende Juni 2023 im Testbetrieb.